# Peter Ackroyd (född 1949)
Peter Ackroyd, född 5 oktober 1949 i London, är en brittisk författare och kulturkritiker.
Ackroyd har varit redaktör för litterära tidskrifter och har varit tv-kritiker i The Times.